# Valkkoog
Valkkoog (52° 47′ N, 4° 46′ L) é uma cidade dos Países Baixos, na província de Holanda do Norte. Valkkoog pertence ao município de Schagen, e está situada a 12 km, a norte de Heerhugowaard.
A área de Valkkoog, que também inclui as partes periféricas da cidade, bem como a zona rural circundante, tem uma população estimada em 130 habitantes.